# Sindrome di Peter Pan
La sindrome di Peter Pan, scientificamente chiamata neotenia psichica, è quella situazione psicologica in cui si trova una persona che si rifiuta o è incapace di crescere, di diventare adulta e di assumersi delle responsabilità. La sindrome è una condizione psicologica patologica in cui un soggetto rifiuta di operare nel mondo "degli adulti" in quanto lo ritiene ostile e si rifugia in comportamenti e in regole comportamentali tipiche della fanciullezza. Si tratta di una sindrome che non è presente nell'attuale Manuale Diagnostico e Statistico dei Disturbi Mentali (DSM-5).
Il termine è entrato nell'uso comune in seguito alla pubblicazione nel 1983 di un libro di Dan Kiley, intitolato The Peter Pan Syndrome: Men Who Have Never Grown Up. 
Trae il nome dal personaggio principale del romanzo (e testo teatrale) Peter e Wendy scritto da James Matthew Barrie nel 1904 e universalmente noto appunto come Peter Pan.